# Segayam (Pemulutan Selatan)
Segayam is een bestuurslaag in het regentschap Ogan Ilir van de provincie Zuid-Sumatra, Indonesië. Segayam telt 1350 inwoners (volkstelling 2010).